# Leda (mjesec)
Leda (grč. Λήδα) je prirodni satelit Jupitera. Leda spada u grupu Himalia, grupu nepravilnih satelita, nazvanu po satelitu Himalia.
Ledu je 11. rujna 1974. godine otkrio astronom Charles T. Kowal.
U grčkoj mitologiji, Leda je bila kraljica Sparte, te majka (uz oca Zeusa) blizanaca Kastora i Poluksa.

## Vanjske poveznice
- astro.fdst.hr :: Jupiterovi nepravilni sateliti  Arhivirana inačica izvorne stranice od 14. ožujka 2005. (Wayback Machine)